# آربالو
آربالو (به انگلیسی: Arévalo) دهستانی در استان آبیلای اسپانیا است.
در این دهستان ۷٬۵۴۹ نفر زندگی می‌کنند. مساحت این دهستان ۴۵٫۵۲ کیلومتر مربع است.